# Mała Mnichowa Studzienka
Mała Mnichowa Studzienka – jaskinia w Dolinie Małej Łąki w Tatrach Zachodnich. Wejście do niej znajduje się w Głazistym Żlebie, poniżej Jaskini Pomarańczarnia, na wysokości 1624 m n.p.m. Długość jaskini wynosi 15 metrów, a jej deniwelacja 4,5 metra.

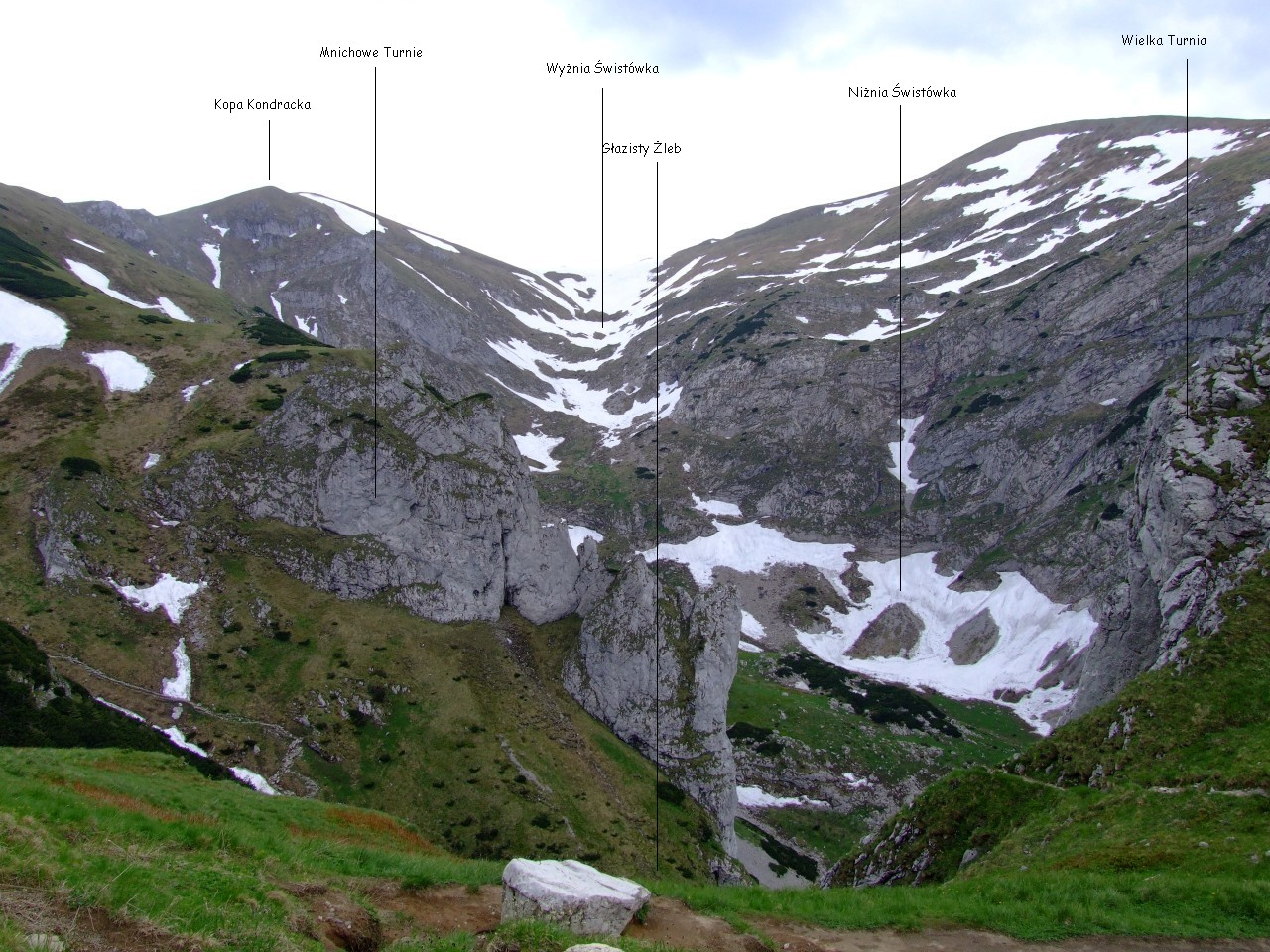
Mnichowe Turnie w Dolinie Małej Łąki

## Opis jaskini
Główną częścią jaskini jest 3-metrowa studzienka zaczynająca się w niewielkim otworze wejściowym. Z jej dna odchodzą trzy niewielkie ciągi:
- na wschód prowadzi korytarzyk kończący się szczeliną prowadzącą do powierzchni,
- również na wschód idzie korytarzyk kończący się zaraz zawaliskiem,
- pod stropem zaczyna się krótki, 1,5-metrowy korytarzyk[2].

## Przyroda
W jaskini brak jest nacieków. Ściany są mokre, rosną na nich mchy, glony i porosty.

## Historia odkryć
Jaskinię odkrył w sierpniu 1980 roku A. Skarżyński.